# 텐닐 대시우드

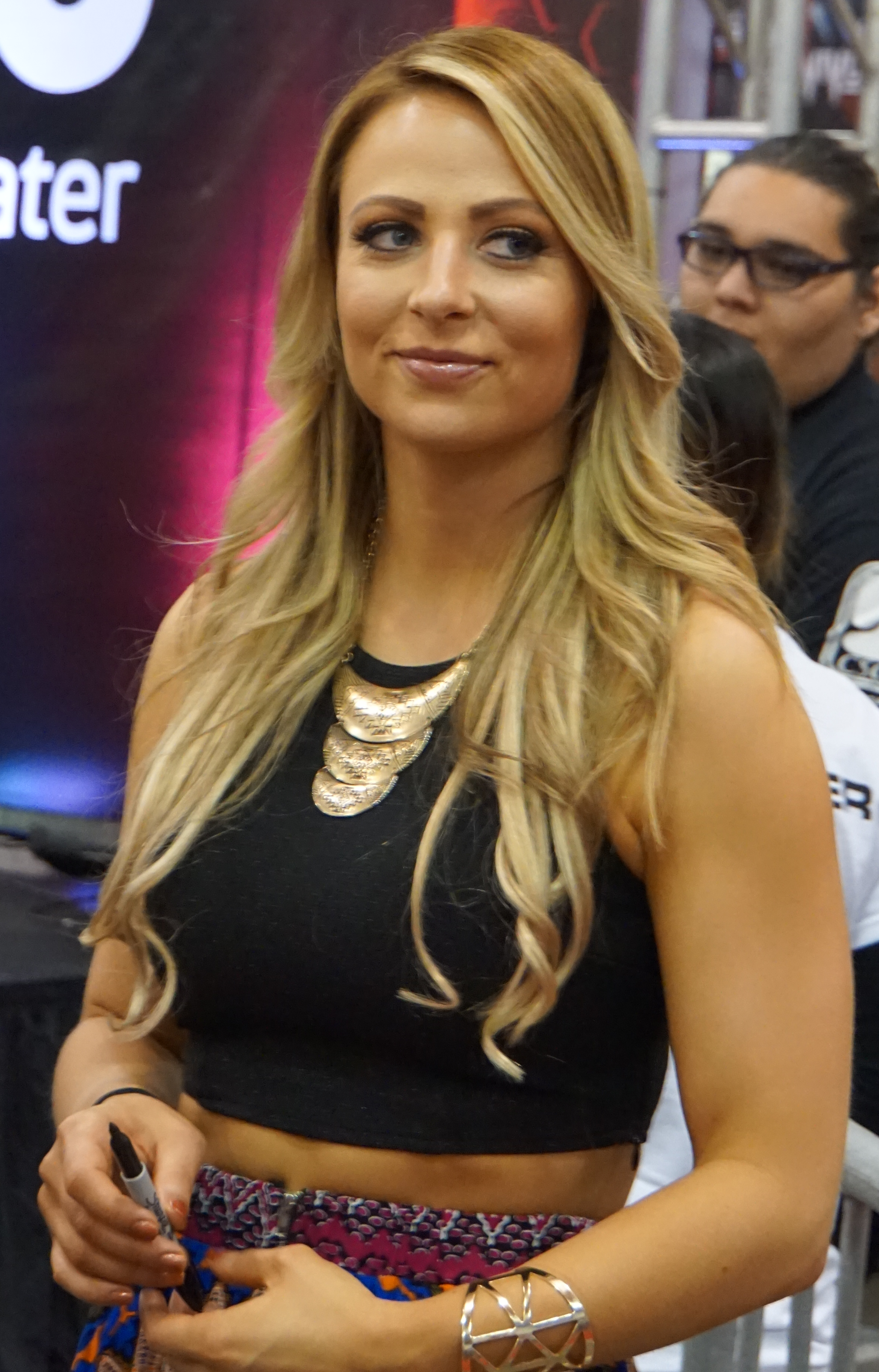
텐닐 대시우드 (2015년)

텐닐 대시우드(Tenille Dashwood, 1989년 3월 1일 ~ )는 오스트레일리아의 여자 프로레슬링선수다. 현재 wwe 링네임은 엠마(Emma)로 사용을 하고 있다. 2007년 프로레슬링 입문했고, 2014년 2월 3일 WWE Raw에서 산티노 마렐라와 같이 댄스 대결로 등장을 했다. 키는 166cm 몸무게는 61kg이다. 피니쉬무브는 다이빙 크로스바디와 서브미션인 엠마락을 주로 사용한다. 현재는 부상으로 쉬었고 2017년 2월 13일 진행되었던 WWE raw를 통해 복귀했다. 그러나 2017년 4월 3일 wwe raw에서 샬럿 플레어, 나이아 잭스랑 3vs3 태그팀 매치 중에서 5분 56초만에 끝내 복귀하자 마자 지게 되었다. 그러면서 끝내 샬럿 플레어에게 배신을 하고만다.

## 수상
- ECCW 슈퍼걸스 챔피언 (2회)
- 임팩트 넉아웃 월드 태그팀 챔피언 (1회) - 매디슨 레인
- 퀸스 오브 더 워리어 (2009)
- SWE 레이디스 챔피언 (1회)